# 特雷泽尼
特雷泽尼（法語：Trézény，法語發音：[tʁezeni]）是法国阿摩尔滨海省的一个市镇，位于该省西北部，属于拉尼永区。

## 地理
特雷泽尼（48°45'27"N, 3°21'58"W）面积3.25 平方千米，位于法国布列塔尼大區阿摩尔滨海省，该省份为法国西北部沿海省份，位于布列塔尼半岛北部，北濒大西洋英吉利海峡，西接菲尼斯泰尔省，南至莫尔比昂省，东临伊勒-维莱讷省。
与特雷泽尼接壤的市镇（或旧市镇、城区）包括：科阿特雷旺、凯尔马里亚叙拉尔、朗梅兰、罗斯佩兹。

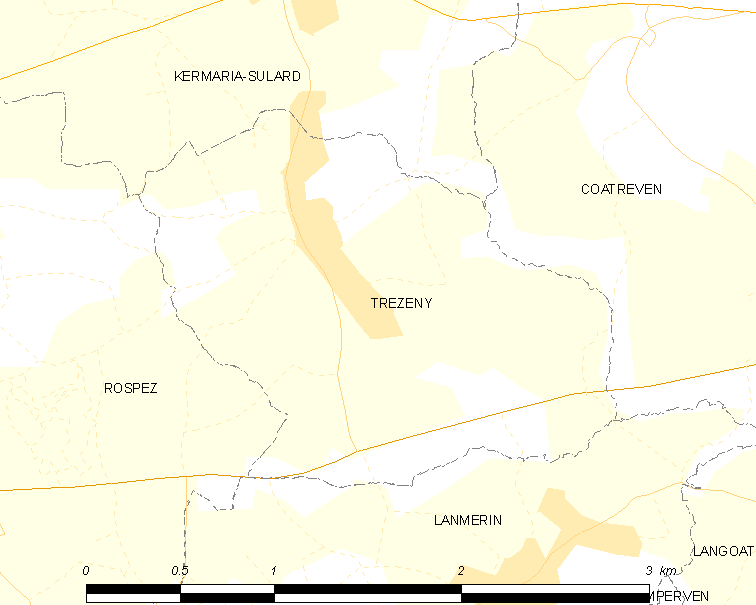
特雷泽尼的OSM定位图

特雷泽尼的时区为UTC+01:00、UTC+02:00（夏令时）。

## 行政
特雷泽尼的邮政编码为22450，INSEE市镇编码为22381。

## 政治
特雷泽尼所属的省级选区为特雷吉耶县。

## 人口

1962-2008年间特雷泽尼人口变化图示

特雷泽尼于2022年1月1日时的人口数量为355人。